# Polnische Staatsangehörigkeit

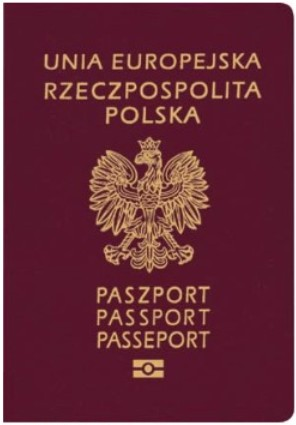
Ein polnischer Pass, der zum Grenzübertritt berechtigt und die polnische Staatsbürgerschaft sowie die Identität des Inhabers bestätigt.

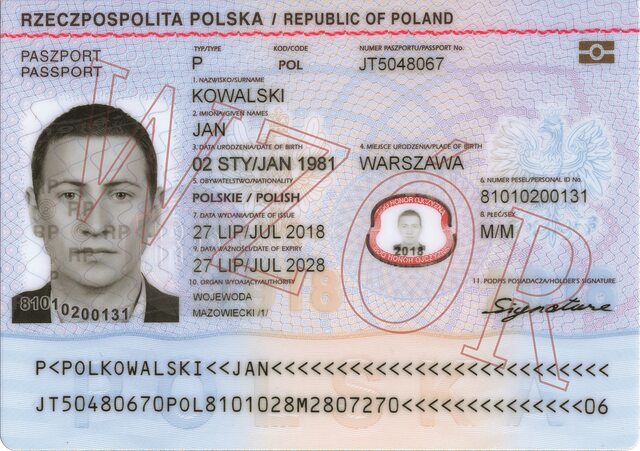
Polnischer Pass

Die polnische Staatsangehörigkeit oder Staatsbürgerschaft (polnisch obywatelstwo polskie) ist die Zugehörigkeit einer natürlichen Person zur Republik Polen, die in der Verfassung und in Staatsbürgerschaftsgesetzen von 1920, 1951, 1962 und 2009 geregelt wurde bzw. wird.

## Entwicklung im 20. Jahrhundert
Im Zarenreich waren die im Weichselland Wohnenden russische Untertanen. Es gab jedoch gewisse Sonderrechte, die nach den Aufständen sukzessive eingeschränkt wurden. Polnischen Juden war bis 1881 die Übersiedlung in Regionen außerhalb des Ansiedlungsrayons verboten.

### Folgen der Versailler Verträge

Grenzverläufe Polens zwischen 1918 und 1947, die immer wieder Staatsangehörigkeitsänderungen für die Bewohner brachten.
Grüne Linie: von den Westalliierten am 8. Dezember 1919 als Demarkationslinie zwischen Sowjetrussland und der Zweiten Republik Polen verkündete, auf dem ethnographischen Prinzip basierende Curzon-Linie.
Blaue Linie: nach Ende des Ersten Weltkriegs bis 1922 durch Eroberungen Polens unter General Józef Piłsudski (Ostgalizien 1919, Wolhynien 1921 und Wilna-Gebiet 1922) jenseits der Curzon-Linie zustande gekommene Grenze, die bis zum 17. September 1939 Bestand hatte.
Gelbe Linie: deutsch-sowjetische Demarkationslinie vom 28. September 1939.
Rote Linie: heutige Staatsgrenze Polens; links die Oder-Neiße-Linie.
Braune Fläche: von Polen nach Ende des Ersten Weltkriegs bis 1922 vorgenommene Gebietserweiterung, die zuvor von der Sowjetunion anerkannt worden war.
Pinke Fläche: von Stalin 1945 für Polen als Kompensation für den Verlust der Gebiete östlich der Curzon-Linie geltend gemachte Ostgebiete des Deutschen Reiches („Westverschiebung“ hatte Auswirkungen auf die Staatsangehörigkeit mehrere Millionen Personen).

Gerade im Bereich der Staatensukzession wurde hier völkerrechtliches Neuland betreten, dessen Resultate bis heute zu den Grundlagen des weltweiten Völker(gewohnheits)rechts gehören. Ein Prinzip ist, dass Einwohner eines abgetretenen Gebietes die neue Staatsangehörigkeit erhalten.
Eine eigene polnische Staatsangehörigkeit entstand erst durch das Abkommen vom 28. Juni 1919, dem sogenannten Kleinen Versailler Vertrag.

### Staatsbürgerschaftsgesetz von 1920
Das Staatsbürgerschaftsgesetz vom 20. Januar trat am 31. Januar in Kraft. Es folgte dem ius sanguinis, in Verbindung mit dem Prinzip der Familieneinheit, d. h. Ehefrauen und minderjährige Kinder folgten der Staatsangehörigkeit des Mannes. Doppelte Staatsbürgerschaft war verboten.
Polen wurden per Gesetz diejenigen Einwohner des neuen Staatsgebiets, die bei Verkündung des Gesetzes entweder in den vormals russischen Einwohnerbüchern eingetragen waren, österreichisches oder ungarisches Heimatrecht in den galizischen Gebieten hatten oder als deutsche Staatsangehörige vor dem 15. Januar 1908 ihren festen Wohnsitz in den vormals preußischen Gebieten hatten. Für Teschener Schlesien war der Stichtag der 1. Nov. 1918.
Dazu auf dem Gebiet geborene Staatenlose sowie Findelkinder.
Auslandspolen und deren Nachfahren konnten nach Wohnsitznahme in Polen durch Erklärung die Staatsangehörigkeit erhalten. Eine im Lande lebende Polin, die durch Heirat mit einem Ausländer ihre Staatsbürgerschaft verloren hatte, konnte nach Eheende ihre Wiederannahme erklären.
Normale Erwerbsgründe waren Heirat einer Ausländerin mit einem polnischen Mann sowie Geburt als Kind polnischer Eltern, Adoption oder Vaterschaftsanerkennung. Ebenso Polen wurden Beamte bei Bestallung oder als Berufssoldaten dienende, sofern kein entsprechender Vorbehalt geltend gemacht wurde.
Einbürgerungen erstreckten sich auf minderjährige Kinder unter 18. Voraussetzungen waren:
- einwandfreier Leumund
- ausreichendes Einkommen
- polnische Sprachkenntnisse
- zehn Jahre Wohnsitz im Lande

Von einzelnen Bedingungen konnte für Bewohner der ehemals russischen Reichsteile abgesehen werden.
Einbürgerungen genehmigte der Innenminister, nach Stellungnahme der Behörden der Wohnsitzgemeinde des Antragstellers.
Verlustgrund war die Annahme einer fremden Staatsbürgerschaft. Bei Eintritt in ein fremdes Heer oder der Entlassung eines (noch) Wehrpflichtigen war die Zustimmung des Stadtkommissars von Warschau bzw. des zuständigen Militärbezirkskommandanten nötig.

#### Sonderregeln

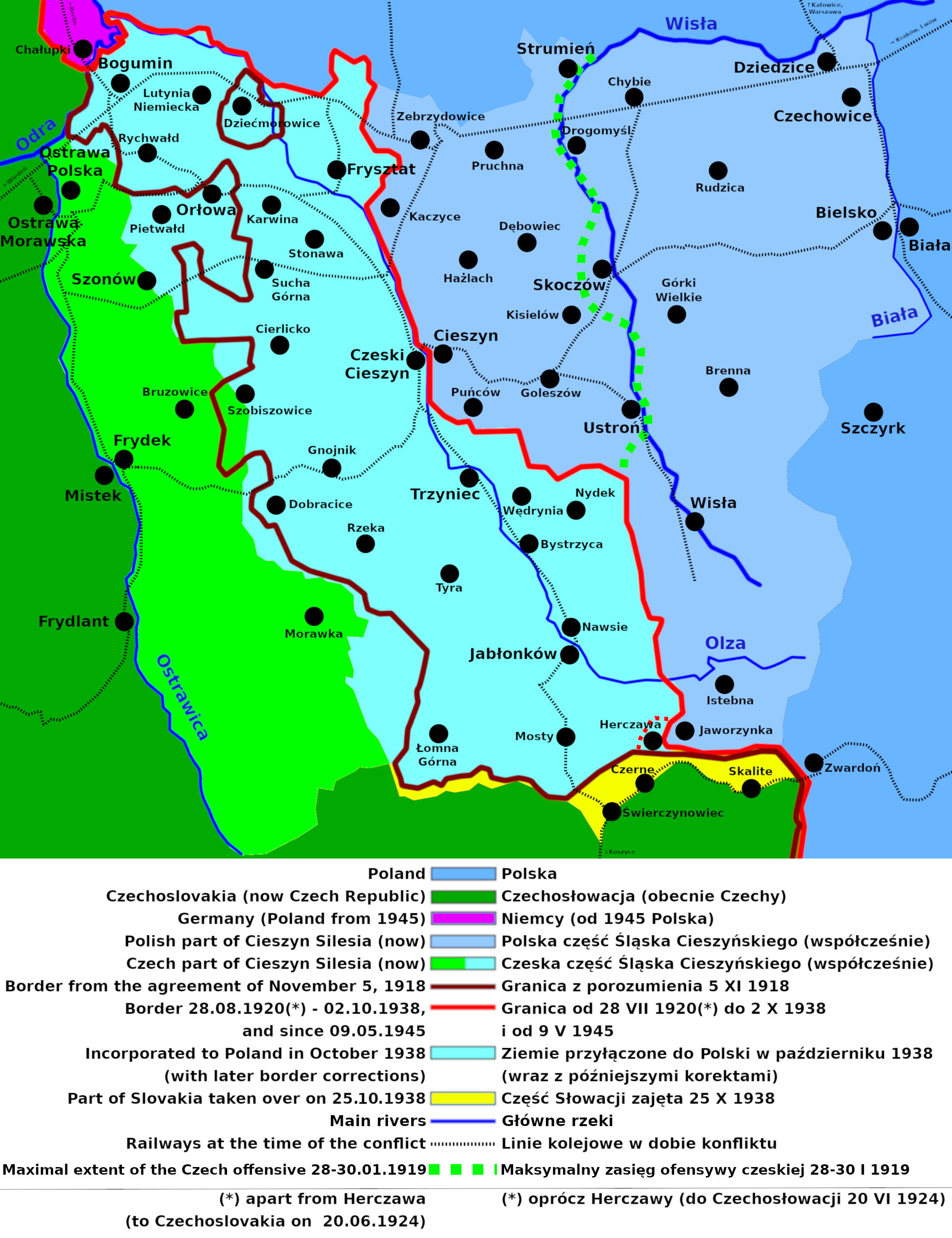
Grenzverläufe in Tescher Schlesien. Manche Bewohner der Region wechselten 1918–48 bis zu fünf Mal die Staatsbürgerschaft per Gesetz.

Angehörige der Staaten, die den Krieg verloren hatten, die ihren Dauerwohnsitz in den nun polnischen Gebieten vor dem Stichtag 1. Januar 1919 (Deutsche 1908) gehabt hatten, wurden automatisch polnische Staatsbürger. Sie erhielten jedoch ein Optionsrecht für ihre ehemaligen Heimatländer. Übten sie diese aus, schloss dies Ehefrau und Kinder mit ein. Im Gegenzug galt dies auch für im Ausland lebende Polen. Wurde die jeweilige Option ausgeübt, mussten die Optanten innerhalb zwölf Monate in ihr neues Heimatland umsiedeln. Ähnliches regelte der Friedensvertrag von Riga (1921) für Russen in Art. 6 und 7. Hierbei wurden zunächst alle bei Vertragsschluss auf polnischem Gebiet wohnenden ehemals zaristischen Untertanen automatisch dann Polen, wenn sie dort zum 1. August 1914 ihren Wohnsitz gehabt hatten. Dieser Personenkreis erhielt ein Optionsrecht für Sowjet-Rußland oder die Ukrainische Volksrepublik, das bis 30. April 1922 auszuüben war.
Für ehemalige k.u.k-Untertanen, vor allem in Galizien galt: die zu Kriegsende dort ihr Heimatrecht gehabt hatten galt der automatische Staatsangehörigkeitserwerb. Es gab eine sechsmonatige Optionsfrist für andere ggf. mögliche Staatsbürgerschaften mit Umzugserfordernis innerhalb eines Jahres nach Ausübung.
Aufgrund der aggressiven Polonisierungspolitik des diktatorischen Regimes des Marschalls Józef Piłsudski kam es immer wieder zu Versuchen, sich weitere Gebiete einzuverleiben, so die Freie Stadt Danzig, die eine eigene Staatsangehörigkeit schuf.
Das Wilna-Gebiet, dessen Bewohner die litauische Staatsangehörigkeit erworben hatten, kam unter polnische Verwaltung.
Einzelne völkerrechtliche Verträge brachten, oft erst nach Jahren, weitere Einigungen und Optionsregeln.
Oberschlesien ab 1921/22
Die wechselnden Vorstellungen des Völkerbunds zur Abtretung bzw. Teilung Oberschlesiens, das pro-deutsche Ergebnis der Volksabstimmung vom 20. März 1921 sowie der Versuch Frankreichs Deutschland zu schwächen, führten zu unterschiedlichen Lösungsansätzen. Staatsangehörigkeitsfragen regelte hier auch der am 15. Mai 1922 in Genf geschlossene deutsch-polnische Vertrag, der mit der Grenzregelung einen Monat später in Kraft trat. Die Liquidationsfrage betraf nur deutsche Staatsangehörige, die in den abgetretenen Gebieten verblieben, so dass das Reich ein Interesse hatte, dass viele seiner Bürger Polen wurden. Jenes Land bestand jedoch auf der die für Deutsche nachteilige Bestimmung des Art. 91 Versailler Vertrag, wonach diejenigen, die nach dem 1. Januar 1908 zugezogen waren, vom Erwerb der polnischen Staatsbürgerschaft ausgeschlossen waren. Diese Deutschen konnten innerhalb sechs Monaten für Polen optieren, andernfalls blieben sie Deutsche. Hierbei bestand Polen auf ununterbrochenen Hauptwohnsitz in der Region. Der Vertrag von 1922 sah jedoch für Kriegsteilnehmer (als Wehrpflichtige), Ausbildungszwecken, langem Aufenthalt in anderen an Polen abgetretenen Gebieten usw. Erleichterungen vor. Für die zwischen 1. Januar 1919 und 15. Juni 1922 Geborenen ergaben sich Fragen doppelter Staatsbürgerschaft, die von beiden Staaten unerwünscht war.

### 1939 bis 1946

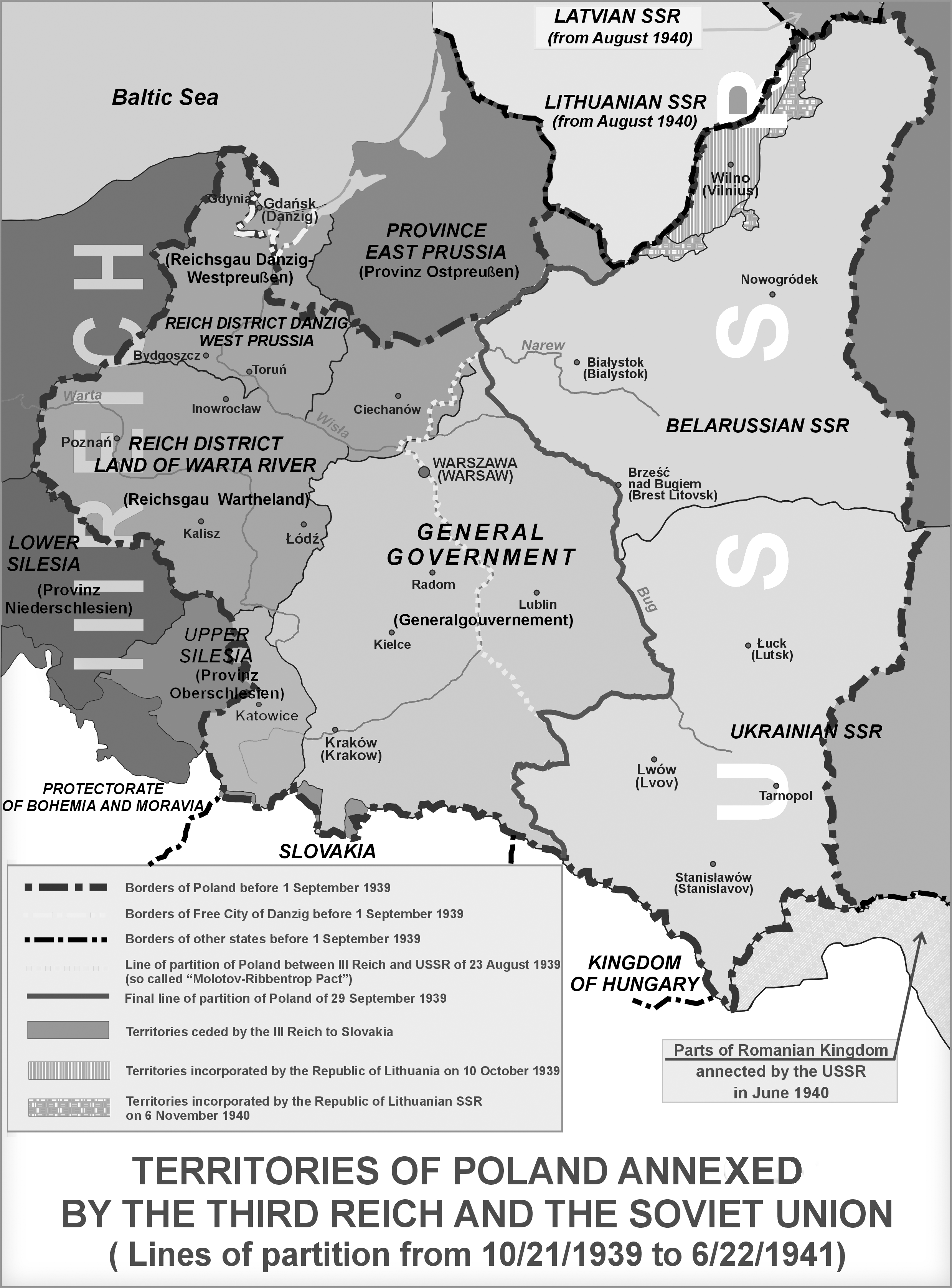
Aufteilung Polens 1939

Im deutsch-sowjetischen Grenz- und Freundschaftsvertrag wurde Polen aufgeteilt (Vierte Teilung Polens) und ein Bevölkerungsaustausch nach ethnischen Grundsätzen vereinbart. Die Sowjets deportierten die polnische Führungsschicht in Arbeitslager und in scheindemokratischen Wahlen wurden am 22. Oktober 1939 Nationalversammlungen in Lviv für die „Westukraine“ und in Białystok für „Westbelarus“ abgehalten. Nach Antrag dieser Versammlungen wurden die Gebiete im November in die Weißrussische und die Ukrainische SSR aufgenommen und sowjetisiert. Die Bewohner wurden ukrainische bzw. belarussische und dadurch automatisch auch sowjetische Staatsangehörige (s. Staatsbürgerschaftsgesetz 1938).
Erwähnenswert ist der britische Polish Resettlement Act 1947. Hierdurch wurde ein Großteil der über 200.000 Exilpolen, die mit den Alliierten im Westen gekämpft hatten, britische Untertanen. Diese Maßnahme geschah weniger aus humanitären Gründen, sondern hatte den handfesten Hintergrund, dass Arbeitskräfte für den Wiederaufbau dauerhaft gewonnen wurden, wodurch die Kriegsverluste junger englischer Männer kompensiert werden konnten.

### Volksrepublik Polen
Die Volksrepublik Polen definierte 1947 das Recht auf seine Staatsbürgerschaft entlang ethnischer Grundsätze, d. h. die wenigen 1945–48 nicht ausgesiedelten Nicht-Polen hatten, wenn sie zum 1. September 1939 ihren Wohnsitz gehabt hatten, ggf. ihre Volkszugehörigkeit vor einem Ausschuss zu beweisen. Hierbei hilfreich war es, wenn ein Deutscher auf dem Land als Angehöriger der Arbeiterklasse lebte oder einen gesuchten Beruf hatte. Die weiterhin verbreitete Vorstellung, ein „echter Pole“ habe zudem katholisch zu sein, war vor allem für die (noch) nicht Vertriebenen in Schlesien von Nutzen. Die so eingebürgerten bildeten in späteren Jahrzehnten den Kern der Spätaussiedler.
Insgesamt drei Abkommen vor 1957 mit der Sowjetunion regelten die Übersiedlung bestimmter Personenkreise nach Polen.

#### Staatsangehörigkeitsgesetz 1951
Die grundlegenden Änderungen im Staatsangehörigkeitsrecht trugen dem gesellschaftlichen Fortschrittsvorstellungen im Sozialismus Rechnung. Die Staatsangehörigkeit der Ehefrau war nicht länger von der ihres Mannes abhängig, so dass einheiratende Ausländerinnen nicht mehr automatisch Polinnen wurden. Ebenso galt nicht länger, dass die ehelichen Kinder die Staatsangehörigkeit des Vaters erwarben, während uneheliche Kinder die Staatsangehörigkeit der Mutter erwarben. Heimkehrende Polen wurden nun automatisch (wieder) Staatsbürger, die Erklärungserfordernis fiel weg. Die Annahme einer fremden Staatsbürgerschaft musste nun in allen Fällen genehmigt werden.
Personen, die bei Kriegsausbruch in Polen lebende polnische Staatsbürger gewesen waren, galten nicht mehr als Polen, sofern sie beim Inkrafttreten des Gesetzes am 19. Januar 1951 im Ausland wohnten und deshalb oder aufgrund eines Abkommens die sowjetische oder deutsche Staatsbürgerschaft inzwischen erhalten hatten.
Kinder erwarben die Staatsangehörigkeit ab Geburt nun, wenn beide Elternteile Polen waren, oder wenn eine Elternteil Pole, der andere staatenlos oder mit ungeklärter Staatsbürgerschaft war. Gemischte Ehepaare mit Auslandswohnsitz durften für die fremde Staatsbürgerschaft optieren, wenn dies nach fremden Gesetz zulässig war.
Über Einbürgerungen entschied nun der Staatsrat. Der (strafweise) Entzug war möglich.
Zur Vermeidung der Doppelstaatlichkeit schloss die VR Polen Abkommen mit der Sowjetunion und einigen „Bruderländern“, die den Betroffenen eine Optionsfrist für eine der beiden Staatsangehörigkeiten zugestanden.

Diese Abkommen wurden sämtlich 1999 mit Wirkung ab 2002 gekündigt.
Gut sechzig Prozent der Lemken, einer einen russinischen Dialekt sprechenden ethnischen Gruppe der Karpatho-Ukraine blieben in dem Gebiet, das zwischen der Sowjetunion und der Slowakei nach dem Krieg aufgeteilt wurde. Erst 1956 regelte man deren Rücksiedlung. 1957/8 kehrten etwa 5000 Familien, unter Annahme der polnischen Staatsbürgerschaft, wieder zurück. Nur ein Teil gelangte wieder ins Lemkenland, vielen anderen wurden Wohnorte in ehemals deutschen Dörfern in Nordpolen oder Westpreußen zugewiesen.

#### Staatsangehörigkeitsgesetz 1962
Das neue Staatsangehörigkeitsgesetz 15. Februar 1962 war detaillierter als sein Vorgänger. Staatsangehörigkeitsfragen bearbeiteten die Dienststellen des Innenministeriums auf Woiwodschafts-Ebene, von denen es 49 gab. Offiziell verliehen wurden Einbürgerungen dann durch den Staatsrat.
Die Bestimmungen zum Erwerb durch Geburt blieben im Kern unverändert. Einheiratende Ausländerinnen konnten innerhalb drei Monaten durch Abgabe einer entsprechenden Erklärung Polinnen werden. Später änderte man dies dahin, dass ein Ehepartner erst nach drei Jahren der Ehe innerhalb sechs Monaten diese Erklärung abgeben konnte.
Einbürgerungsvoraussetzungen waren nun:
- 5 Jahre Aufenthalt im Lande (später dann: 5 Jahre Dauer- oder EU-Bürger-Aufenthaltserlaubnis)
- Aufgabe andrer Staatsbürgerschaften

Minderjährige Kinder hatten ab 16 zuzustimmen. Einbürgerungen nur eines Elternteils erstreckten sich nur dann auf minderjährige Kinder, wenn dieser Elternteil sorgeberechtigt war.
Später wurde geregelt, dass bei gemischtnationalen Paaren der andere Elternteil zustimmen musste. Weiterhin erstreckten sich Einbürgerungen nur dann auf minderjährige Kinder wenn diese mit ihren Eltern in Polen lebten.
Hinsichtlich Wiedereinbürgerungen wurde neu bestimmt, dass Personen, die zwischen 1919 und Inkrafttreten des Gesetzes 1951 ihre polnische Staatsangehörigkeit deshalb verloren hatten, weil sie in einem fremden Heer dienten oder ihre Staatsbürgerschaft ohne Genehmigung gewechselt hatten, nicht wieder eingebürgert werden konnten. Personen, die nach 1951 ausgereist waren und gewechselt hatten, durften wieder eingebürgert werden.
Entzug war möglich für im Ausland lebende Personen:
- wenn sie nach dem 9. Mai 1945 das Land illegal verlassen hatten oder
- gegen die Interessen der polnischen Regierung agierten und sich sonst irgendwie illoyal verhielten
- trotz amtliche Aufforderung nicht heimkehrten
- [2]ihre Wehrpflicht nicht erfüllten

Auslandspolen mit fremder, zweiter Staatsbürgerschaft wurden bei Heimatbesuchen oft genötigt auf ihre polnische Staatsbürgerschaft auch formell zu verzichten.

#### Gesetzesänderungen
Viel diskutiert, blieb das Gesetz von 1962 auch nach dem Systemwechsel in Kraft, die letzte Änderung erfolgte 2007. Die Zuständigkeit für Einbürgerungen ging vom Staatsrat auf den Präsidenten über. Anträge, auch für Entlassungen waren zunächst an den Woiwoden der nun 16 Woiwodschaften zu richten. Dieser leitete seine Vorentscheidung an den Innenminister weiter.
Verschiedene Änderungen passten einzelne Regeln den Umständen der neuen Zeit an. So waren anerkannte Flüchtlinge zu berücksichtigen, nachdem man 1991 der Flüchtlingskonvention beigetreten war und erstmals ein Asylrecht geschaffen wurde.
Im Rahmen der Gleichberechtigung der Geschlechter wurde der Einbürgerungsanspruch einer einheiratenden Frau abgeschafft. Wechsel der Staatsbürgerschaft hatten keinen Einfluss auf die des Partners.
Seit 1997 führte die Annahme einer fremden Staatsangehörigkeit nicht mehr automatisch zum Verlust der polnischen.
Durch die Wirtschaftskrise der 1990er und dann den EU-Beitritt 2004 musste der Status der Auswanderer und Rückkehrer geklärt werden. Insbesondere die vorgeschriebene Entlassungserlaubnis vor Annahme einer fremden Staatsangehörigkeit sowie das weiterbestehende Doppelstaatlerverbot entwickelte sich zum Problem. Erstmals geschah dies durch die Regelung 2000.

## Seit 2009
Bereits 1999/2000 begann man im Parlament eine Reform des Staatsangehörigkeitsrechts zu debattieren, was jedoch jahrelang keine Ergebnisse zeitigte.
Das 2009 verabschiedete Staatsangehörigkeitsgesetz trat erst Mitte 2012 in Kraft. Die Reform sollte vor allem Rückkehrwillige der Diaspora bevorzugen. Der Grundsatz „Polen den Polen,“ bleibt in der Fremdenpolitik generell erhalten.

### Erwerb der Staatsangehörigkeit
Erwerb durch Geburt
Die polnische Staatsangehörigkeit wird in der Regel nach dem Abstammungsprinzip (ius sanguinis) erworben. Ein Kind erwirbt somit gem. Art. 14 Abs. 1 des Staatsbürgerschaftsgesetzes bei seiner Geburt automatisch die polnische Staatsangehörigkeit, sofern mindestens eines der beiden Elternteile polnischer Staatsbürger ist. Allein durch den Geburtsort in Polen erwerben Staatenlose (Art. 14 Abs. 2) und Findelkinder (Art. 15) die polnische Staatsangehörigkeit (ius soli).
Einbürgerung
Einem Ausländer kann die polnische Staatsbürgerschaft entweder durch den Staatspräsidenten verliehen, oder ihr Bestehen durch einen Woiwoden festgestellt werden.
Traditionell und gem. Art. 137 der polnischen Verfassung wird Ausländern die polnische Staatsangehörigkeit durch den Präsidenten der Republik Polen verliehen. Ein entsprechender Antrag ist somit direkt an das Staatsoberhaupt zu stellen. Dieses entscheidet in Staatsbürgerschaftsfragen vollkommen nach eigenem Ermessen. Die Entscheidung ist als Prärogative des Staatsoberhaupts gerichtlich nicht überprüfbar. Bis zum Inkrafttreten des Staatsbürgerschaftsgesetzes von 2009 war dies der einzige Weg zur Erlangung der polnischen Staatsbürgerschaft.
Durch das Staatsbürgerschaftsgesetz von 2009 wurde die Einbürgerung jedoch fundamental neu geregelt: Es ist nun möglich, die „Feststellung der polnischen Staatsbürgerschaft“ durch den örtlich zuständigen Woiwoden zu beantragen. Anders als beim Verfahren vor dem Präsidenten, handelt es sich beim Verfahren vor dem Woiwoden um ein ordentliches (somit u. a. an Fristen gebundenes und gerichtlich überprüfbares) Verwaltungsverfahren, bei dem die Beamten lediglich überprüfen, ob eine der Voraussetzungen des Art. 30 des Staatsbürgerschaftsgesetzes gegeben ist:
1. Der Ausländer lebt seit mindestens drei Jahren als Resident (vgl. Niederlassungserlaubnis) in Polen, besitzt eine stabile Einkommensquelle sowie einen Rechtstitel zum bewohnten Lokal (bspw. Mietvertrag).
2. Der Ausländer lebt seit mindestens 10 Jahren legal in Polen und besitzt jetzt das Daueraufenthaltsrecht, sowie eine stabile Einkommensquelle und einen Rechtstitel zum bewohnten Lokal.
3. Der Ausländer lebt seit mindestens zwei Jahren als Resident in Polen und ist seit mindestens drei Jahren mit einem polnischen Staatsbürger verheiratet.
4. Der Ausländer lebt seit mindestens zwei Jahren als Resident in Polen und ist staatenlos.
5. Der Ausländer lebt seit mindestens zwei Jahren als Flüchtling in Polen.
6. Der Ausländer lebt seit mindestens zwei Jahren als Heimkehrer in Polen.

Es sind polnische Sprachkenntnisse auf dem Niveau B1 nachzuweisen. Man spricht bei diesem Verfahren von der Feststellung und nicht von Verleihung, da Letztere gem. Art. 137 der polnischen Verfassung ausschließlich vom Präsidenten vorgenommen werden darf. 2009 leitete Lech Kaczyński als damaliger Präsident aus diesem Grund ein abstraktes Normenkontrollverfahren vor dem Verfassungsgerichtshof ein, der die Klage jedoch am 31. Januar 2012 abwies und die Verfassungskonformität des Gesetzes bestätigte.
Die Verleihung der polnischen Staatsangehörigkeit an beide Eltern erstreckt sich gem. Art. 7 Abs. 1 des Staatsbürgerschaftsgesetzes ex lege auf die Kinder, die unter ihrer elterlichen Sorge verbleiben.
Wiedererlangung
Hat nur ein Elternteil die polnische Staatsangehörigkeit, können die Eltern bis zum dritten Monat nach der Geburt des Kindes festlegen, dass das Kind nur die andere, nicht polnische, Staatsangehörigkeit besitzen soll. Dieses Kind hat dann jedoch die Möglichkeit, zwischen dem Alter von 16 und 18½ Jahren die polnische Staatsangehörigkeit wiederzuerlangen.
Ein polnischer Staatsbürger, der nach einer Heirat mit einem Ausländer die polnische Staatsangehörigkeit abgelegt hat, kann diese wiedererlangen, sofern die Heirat annulliert oder die Ehe geschieden wird.
Sämtliche Anträge auf Wiedererlangung der Staatsbürgerschaft von im Ausland lebenden Personen sind beim polnischen Konsul zu stellen.

### Verlust der Staatsangehörigkeit
Der Verlust der polnischen Staatsangehörigkeit ist nur durch persönlichen Verzicht möglich. Die betreffende Person ist gehalten, einen entsprechenden schriftlichen Antrag an den polnischen Staatspräsidenten zu stellen, der wiederum sein Einverständnis erteilen muss.
Es ist somit nicht möglich, die polnische Staatsangehörigkeit durch Annahme einer anderen Staatsangehörigkeit und/oder die Nicht-Verlängerung oder den Verlust des polnischen Passes zu verlieren. Falls ein polnischer Staatsangehöriger in ein anderes Land auswandert, dessen Staatsangehörigkeit annimmt und es unterlässt, seinen polnischen Pass zu verlängern, da er nur noch den anderen Pass benutzt, bleibt seine polnische Staatsbürgerschaft dennoch automatisch erhalten und er kann jederzeit einen polnischen Pass beantragen.
Während der Volksrepublik wurde Aussiedlern mit der Ausreise in die Bundesrepublik Deutschland die polnische Staatsbürgerschaft entzogen. Hingegen schlossen die Regierungen der Volksrepublik und der DDR einen Vertrag über die doppelte Staatsbürgerschaft für bestimmte Gruppen von Aussiedlern, die in der DDR offiziell Umsiedler hießen.

#### Auswirkungen der Rechtslage vor und nach 21. August 1962
Diejenigen polnischen Staatsbürger, die vor diesem Tag den polnischen Staat verlassen hatten und eine andere Staatsbürgerschaft angenommen haben, mussten als Vorbedingung der Ausreiseerlaubnis die polnische Staatsangehörigkeit aufgeben. All diejenigen, die nach diesem Tag Polen verließen, haben, trotz abgegebener Verzichtserklärungen, theoretisch die polnische Staatsangehörigkeit behalten. Dies klärte ein Urteil des obersten Verwaltungsgerichts der Republik Polen.
Das Verfassungsgericht in Warschau rügte im Jahr 2000 die Praxis der Behörden der Volksrepublik, dass auch nach Inkrafttreten des neuen Gesetzes von 1962 Aussiedlern bei der Ausreise in die BRD oder DDR die Aufgabe der polnischen Staatsangehörigkeit abverlangt worden sei. Dies sei rechtswidrig gewesen, war aber auf dem Verordnungswege genehmigte Verwaltungspraxis 1956–84. Davon betroffenen Aussiedlern kann laut § 40 des Erlasses über die polnische Staatsbürgerschaft vom 2. April 2009 diese auf Antrag wieder zuerkannt werden.

### Mehrfachstaatsbürgerschaft
Gemäß Artikel 3 des Staatsbürgerschaftsgesetzes wird ein polnischer Staatsbürger von polnischen Behörden ausschließlich als solcher angesehen, unabhängig vom Vorliegen eventueller Mehrstaatigkeit. Dies bedeutet, dass eine solche Person sich dem polnischen Recht bzw. entsprechenden Bürgerpflichten (z. B. Wehrdienst) nicht durch Berufung auf ihre ausländische Staatsangehörigkeit entziehen kann.
Seit dem Beitritt Polens zur EU zum 1. Mai 2004 müssen deutsche Staatsangehörige nicht mehr ihre Staatsangehörigkeit aufgeben, wenn sie polnische Bürger werden wollen. Umgekehrt war es für Bürger Polens nach § 87 Absatz 2 des deutschen Ausländergesetzes möglich, deutsche Staatsbürger zu werden, ohne die polnische Staatsangehörigkeit aufgeben zu müssen.
Nach Außerkrafttreten des deutschen Ausländergesetzes (AuslG) am 31. Dezember 2004 ist diese Ausnahme von der Vermeidung von Mehrstaatigkeit rechtlich fortbestehend im § 12 Abs. 2 des Staatsangehörigkeitsgesetzes (StAG): Von der Voraussetzung des § § 10 Abs. 1 Satz 1 Nr. 4 (Aufgabe oder Verlust der bisherigen Staatsangehörigkeit) wird ferner abgesehen, wenn der Ausländer die Staatsangehörigkeit eines anderen Mitgliedstaates der Europäischen Union oder der Schweiz besitzt.

### Ausschnitte aus der Verfassung der Republik Polen
Art. 34 Polnische Verfassung von 1997
(1) Die polnische Staatsangehörigkeit erwirbt man durch Geburt von Eltern polnischer Staatsangehörigkeit. Andere Erwerbsfälle der polnischen Staatsangehörigkeit regelt das Gesetz.
(2) Ein polnischer Staatsbürger darf die polnische Staatsangehörigkeit nicht verlieren, es sei denn er verzichtet selbst darauf.
Art. 137
Der Präsident der Republik Polen erkennt die polnische Staatsangehörigkeit zu und gibt die Zustimmung zum Verzicht auf die polnische Staatsangehörigkeit.

## „Karta Polaka“

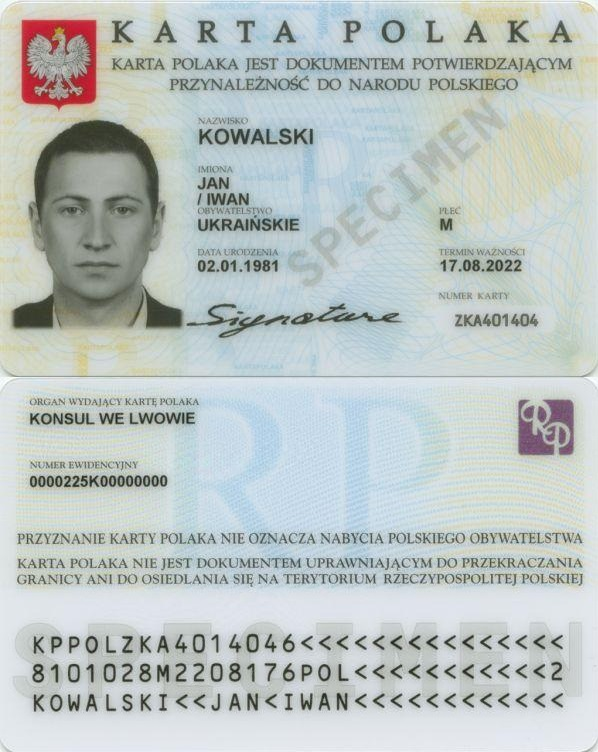
Muster einer Karta Polaka.

Seit 2008 ist die Beantragung einer „Karta Polaka“ (Polen-Karte) für ethnische Polen möglich, die Bürger anderer Staaten bzw. Apatriden sind (bis 2019 waren nur Bürger der Nachfolgestaaten der ehemaligen Sowjetunion berechtigt) und nachweisen, dass sie polnische Vorfahren und Sprachkenntnisse haben, sowie die polnische Volkszugehörigkeit schriftlich deklarieren. Die Inhaber der Karte haben keine polnische Staatsbürgerschaft, aber verschiedene Privilegien gegenüber anderen Ausländern, bspw. bei Einreisevisum, Erwerbstätigkeit, Ausbildung oder Gesundheitsversorgung in Polen.

## Statistik
Zwischen 1993 und 2002 pendelte die Zahl der Einbürgerungen um 600 bis 1000. In den Jahren 2003–05 stieg ihre Zahl auf 2625 an, um dann schnell wieder abzufallen. Begründet war die Spitze in der Aufhebung des Doppelstaatlerverbots für Bürger des Ostblocks. Seit 2011 liegt die Zahl der jährlichen Einbürgerungen über dreitausend.
Die Zahl der „Heimkehrer“, auch diese vor allem aus ehemaligen Sowjetrepubliken, lag 1997–2006 meist knapp unter 300, außer 2000–01 mit der Spitze 804, als zahlreiche Kasachen und Ukrainer kamen.
Der anstehende EU-Beitritt 2004 wirkte sich durch ein starkes Ansteigen von im Ausland beantragten Staatsangehörigkeitsnachweisen aus: 2000: 765 Anträge; 2004: 3807; 2005: 505 aus Argentinien allein.
Bei der Volkszählung 2002 gaben gut 445.000 Personen an Anspruch auf eine zweite Staatsbürgerschaft zu haben, rund 280.000 von diesen sahen sich als Deutsche.